# Mersey Beat
Mersey Beat war eine britische Musikzeitschrift, die von Bill Harry ab 1961 herausgegeben wurde und die sich mit der Musikszene der frühen 1960er Jahre in Liverpool befasste. Später wurde der Name als Synonym für diese Musikszene gebraucht, die ursprünglich als Liverpool Sound oder Mersey Sound bezeichnet wurde. Im Jahr 1963 hatte Mersey Beat erstmals The Beatles Story veröffentlicht.
Der Name Mersey Beat (bisweilen auch in einem Wort, Merseybeat, geschrieben) geht einerseits auf den River Mersey (ˈmɜ:zi) zurück, an dem die Stadt Liverpool liegt, während Beat sowohl für den Herzschlag als auch für den Takt der Musik steht. Harry selbst erklärte den Titel der Zeitschrift so: Verbreitungsgebiet könnte „a policemans beat“ sein, der Bezirk eines Streifenpolizisten.
Ende der 1950er entwickelte sich Liverpool zu einem zweiten, von London unabhängigen Zentrum der populären Musik in Großbritannien. Grundlage dieser Entwicklung waren die zahlreichen Tanzsäle, in denen unzählige lokale Bands aufspielten.
Der Mersey Beat (für Bands aus Liverpool neben dem Fluss Mersey), auch als Mersey Sound bezeichnet, ist wie der Brumbeat (für Bands aus Birmingham) etc., der Beatmusik hinzuzurechnen, also ein Popmusik-Genre, das sich in den frühen sechziger Jahren in Großbritannien gebildet hatte.
Der typische Mersey Sound hatte seine Wurzeln im Skiffle, R&B und Rock ’n’ Roll. Zu den Vertretern dieser Musik gehören unter anderem The Beatles, Gerry & the Pacemakers, The Searchers, The Merseybeats, The Swinging Blue Jeans, Rory Storm & the Hurricanes, Cilla Black, Billy Fury, Billy J. Kramer & the Dakotas, Peter & Gordon und The Liverbirds, eine der ersten nur aus Frauen bestehenden Rockbands.
Als Hauptzeit des Mersey Sound gilt die Periode 1958 bis 1964, wobei das Genre erst ab 1963 mit der ersten Beatles-Single, die in den Charts Nummer 1 erreichte, Please Please Me, überregional bekannt und kommerziell erfolgreich wurde. Danach übernahm London wieder die alleinige Kontrolle des britischen Musikmarktes. Doch gab es auch später etliche bekannte Bands und Interpreten aus Liverpool, darunter Frankie Goes to Hollywood und Orchestral Manoeuvres in the Dark.

## Sonstiges
- Merseybeat ist auch der Name einer BBC-Fernsehserie.
- The Merseybeats waren eine der populären Bands des Mersey Sound.